# Fontanella, Vorarlberg
Fontanella är en ort och kommun i distriktet Bludenz i förbundslandet Vorarlberg i Österrike.
Kommunen består av sju orter (Ortschaften) (inom parentes invånarantal 1 januari 2024):

- Garlitt (8)
- Fontanella (239)
- Mittelberg (122)
- Türtsch (55)
- Faschina (29)
- Seewald (7)
- Säge (8)